# گنجشک برفی دمگاه‌سفید
گنجشک برفی دمگاه‌سفید (نام علمی: Montifringilla taczanowskii) نام یک گونه از سرده گنجشک برفی است.

## زیستگاه
آنها در تبت و مناطق شمالی و مرکزی چین یافت می شوند. 
زیستگاه طبیعی آنها، مناطق سنگی کوهستان ها است.